# 船員労働委員会

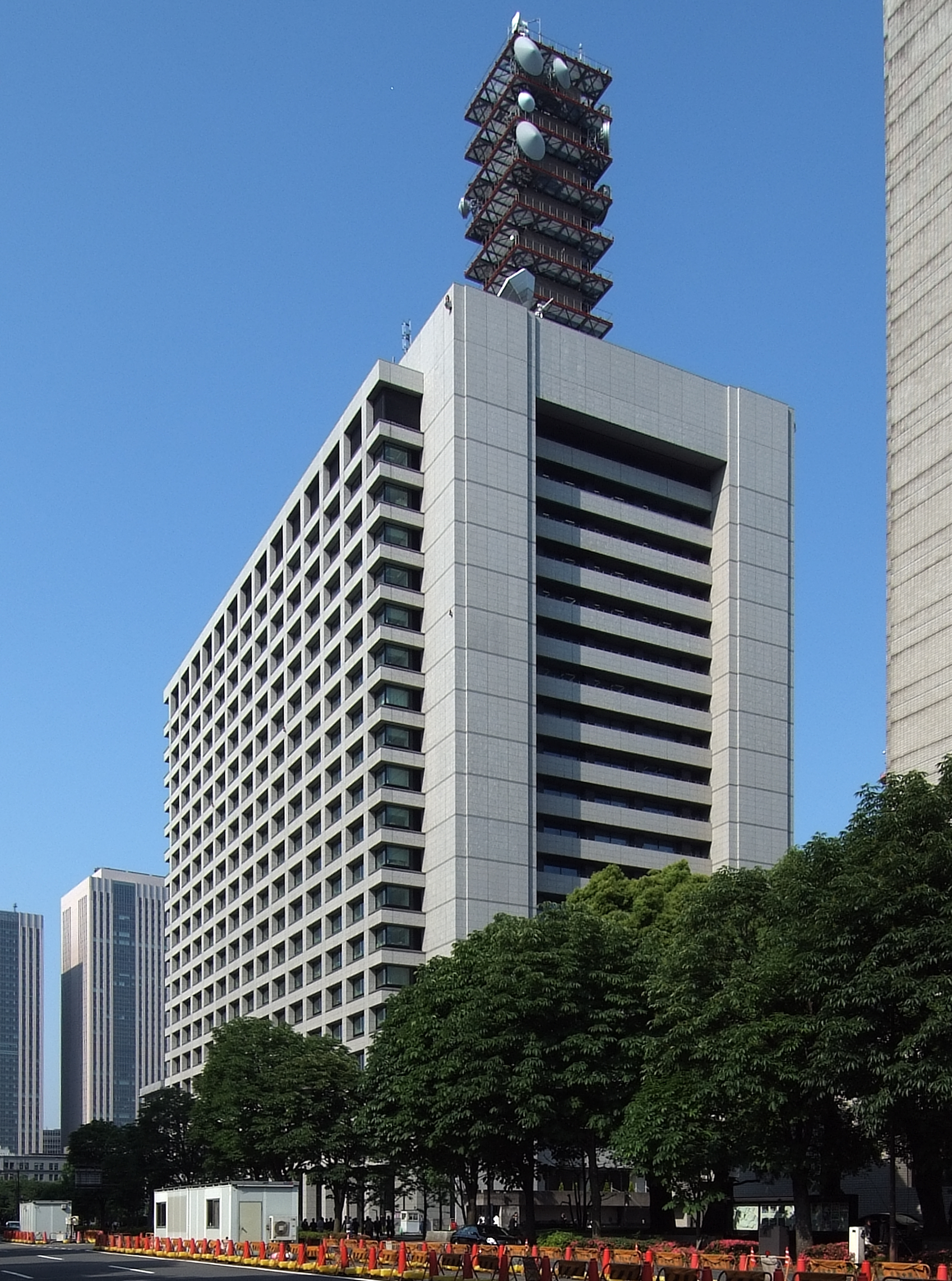
船員労働委員会が置かれていた中央合同庁舎第2号館

船員労働委員会（せんいんろうどういいんかい、英称：Labour Relations Commission for Seafarers）は、かつて存在した国土交通省の外局。2008年9月30日限りで廃止された。

## 概要
船員法、労働組合法、国土交通省設置法などに基づいて船員労働行政を行っており、東京・霞が関に船員中央労働委員会が、各地方11か所に船員地方労働委員会が、それぞれ置かれていた。船員以外の労働者に関する事項を担当する行政委員会については、中央労働委員会は国の、都道府県労働委員会は都道府県の組織とされているが、船員労働委員会については中央・地方ともに国の組織となっていた。

## 廃止
2007年8月、国土交通省は船員労働委員会の廃止を含む一連の組織改正を総務省（行政管理局）に要求、同年12月に国土交通大臣と総務大臣との折衝により合意され、2008年1月29日、通常国会に関連法案を提出、4月25日可決成立した。国土交通省設置法等の一部を改正する法律（平成20年法律第26号）の2008年10月1日の施行に伴い、2008年9月30日限りで廃止された。
船員労働委員会の任務のうち、集団的紛争調整事務については中央労働委員会及び都道府県労働委員会に、政策諮問に対する調査審議事務については交通政策審議会及び地方交通審議会に、それぞれ移管された。また、船員に係る個別的紛争調整事務は、地方運輸局長等が指名するあっせん員・調停員が実施することとなった。

## 組織
船員地方労働委員会の名称は、「北海道船員地方労働委員会」のように、11の地域名が冠されていた。会長の呼称は、中央・地方とも「委員会長」でなく「委員会会長」と表記されていた。会長代理も同様である。

### 船員中央労働委員会
- 委員21人（使用者委員、労働者委員、公益委員各7人ずつ。公益委員の中から会長と会長代理を選出）
- 事務局（長）
  - 総務管理官
    - 調整官
    - 船員労働審査官

### 船員地方労働委員会
北海道、東北、関東、北陸信越、中部、近畿、神戸、中国、四国、九州及び沖縄の11委員会が設置されていた。
- 委員15人（使用者委員、労働者委員、公益委員各5人ずつ。公益委員の中から会長と会長代理を選出）
- 事務局（長）
  - 次長